# Christiane Soeder
Christiane Soeder (ur. 15 stycznia 1975 w Remscheid, RFN) – niemiecka kolarka szosowa reprezentująca Austrię, dwukrotna medalistka mistrzostw świata.

## Kariera
Na zawodowstwo przeszła w 2005 roku. Największy sukces w karierze osiągnęła w 2008 roku, kiedy zdobyła srebrny medal w indywidualnej jeździe na czas na mistrzostwach świata w Varese. W zawodach tych wyprzedziła ją jedynie Amerykanka Amber Neben, a trzecie miejsce zajęła Niemka Judith Arndt. Na rozgrywanych rok wcześniej mistrzostwach świata w Stuttgarcie była trzecia w wyścigu ze startu wspólnego, przegrywając tylko z Niemką Hanką Kupfernagel i Kristin Armstrong z USA. W 2004 roku wystartowała w wyścigu ze startu wspólnego na igrzyskach olimpijskich w Atenach, kończąc rywalizację na 24. pozycji. Cztery lata później, podczas igrzysk w Pekinie była czwarta w tej samej konkurencji, a w indywidualnej jeździe na czas była siódma. Ponadto w 2008 roku zwyciężyła we francuskim wyścigu Grande Boucle Féminine Internationale, a w latach 2008–2009 w Grand Prix de Suisse. Jest także wielokrotną mistrzynią Austrii.
Z wykształcenia jest lekarką i mieszka w Wiedniu.

## Najważniejsze zwycięstwa i sukcesy
- 2004
  -  mistrzyni kraju w wyścigu ze startu wspólnego
  -  mistrzyni kraju w jeździe indywidualnej na czas
- 2005
  -  mistrzyni kraju w jeździe indywidualnej na czas
- 2006
  -  mistrzyni kraju w jeździe indywidualnej na czas
  -  mistrzyni kraju w wyścigu ze startu wspólnego
- 2. Ronde van Vlaanderen
- 2007
  -  mistrzyni kraju w jeździe indywidualnej na czas
  - 3. mistrzostwa świata w jeździe indywidualnej na czas
- 2008
  - 1. Grande Boucle
  - 4. igrzyska olimpijskie (ze startu wspólnego)
  - 7. igrzyska olimpijskie (jazda indywidualna na czas)
  - wicemistrzyni świata w jeździe indywidualnej na czas